# St. Marien (Grünendeich)

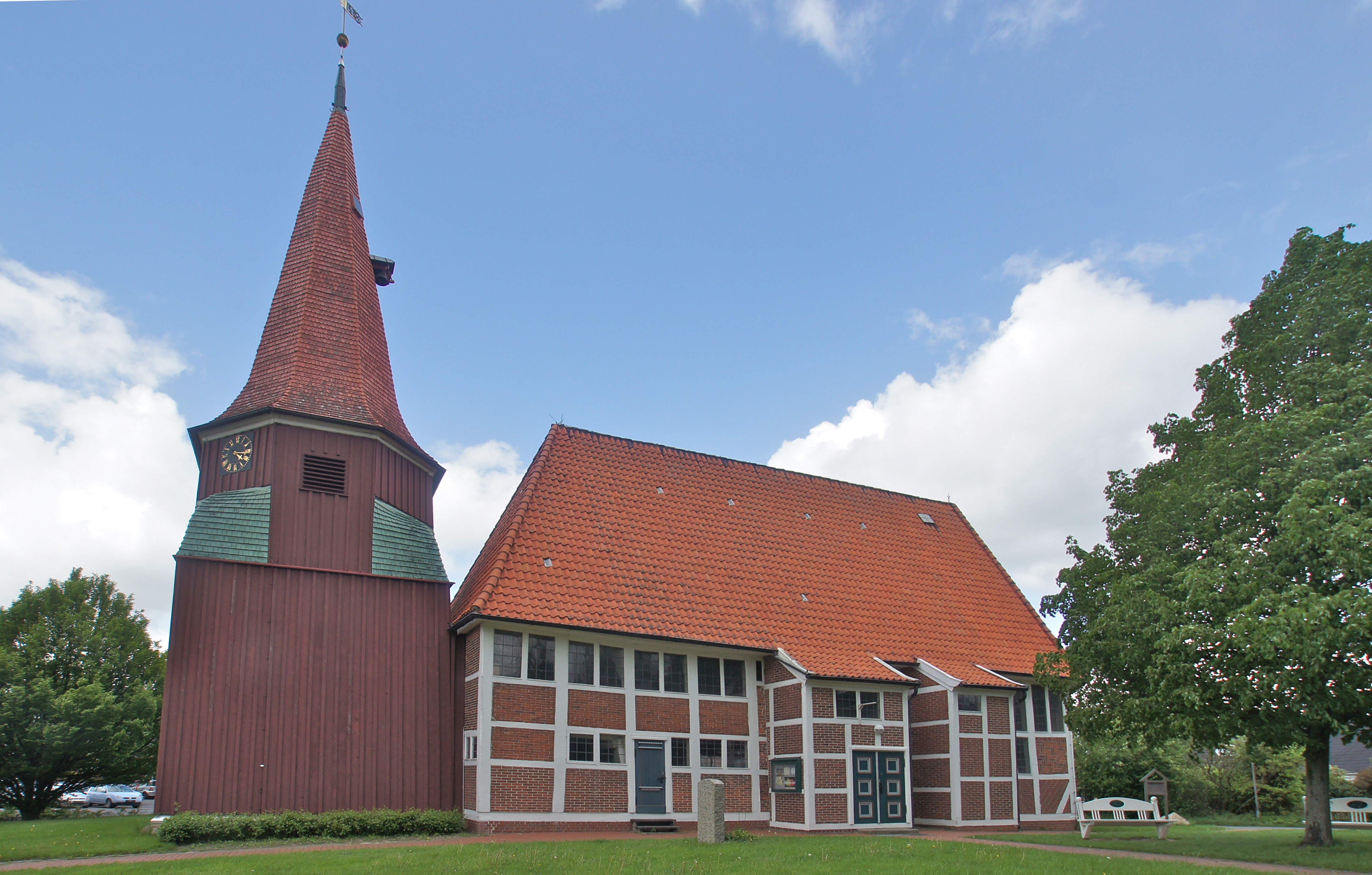
St. Marien

Die evangelisch-lutherische, denkmalgeschützte Kirche St. Marien steht in Grünendeich, einer Gemeinde im Landkreis Stade in Niedersachsen. Die Kirchengemeinde gehört zum Kirchenkreis Stade im Sprengel Stade der Evangelisch-Lutherischen Landeskirche Hannovers.

## Beschreibung
Eine erste Kirche nahe der Elbe wurde durch Sturmfluten im 16. Jahrhundert zerstört. Sie wurde um 1608 wieder aufgebaut. Vor der Saalkirche, einer mit Backsteinen ausgefachten Fachwerkkirche, steht im Westen ein hölzerner Glockenturm, dessen Wetterfahne die Jahreszahl 1625 trägt. Im Osten ist die Kirche polygonal abgeschlossen. Das Kirchenschiff ist mit einem steilen Walmdach bedeckt, der Turm mit einem steilen Zeltdach über einem achteckigen Obergeschoss. Im Turm hängen vier Kirchenglocken. Zwei stammen aus dem 14. Jahrhundert, die beiden anderen wurden für die im Ersten Weltkrieg eingeschmolzenen 1963 und 1991 gegossen. Am Turmhelm befindet sich die Schlagglocke von 1753. Die oberste Reihe der Gefache hatte ursprünglich ein umlaufendes, nur an der Ostwand unterbrochenes Band aus Bleiglasfenstern. In der 2. Hälfte des 18. Jahrhunderts wurde es durch angebaute Aufgänge zu den Priechen unterbrochen. Damals wurden auch zusätzliche Fenster in der zweiten Reihe eingebaut.
Die ursprüngliche Holzbalkendecke des Innenraums wurde 1766 durch ein Tonnengewölbe ersetzt. Zur Kirchenausstattung gehört ein Flügelaltar von 1616. Auf den beiden Flügeln sind innen gemalte Szenen aus der Geschichte der Passion, außen sind die 4 Evangelisten dargestellt. In der Predella ist ein Gemälde vom Abendmahl. Im Schrein steht eine geschnitzte Kreuzigungsgruppe. Der Kanzelaltar von 1763 wurde 1958 beseitigt. Die Kanzel von 1616 hat eine polygonale Brüstung. Das achteckige hölzerne Taufbecken steht auf vier Karyatiden. Von den Priechen, die neben den genannten Ausstattungsstücken den Raum wesentlich bestimmen, stammt die östlich der Nordseite aus der Erbauungszeit der Kirche. Sie wurde für die von Zesterfleth gebaut, die der Kirche auch Altar, Kanzel und Taufbecken gestiftet haben.

## Orgel

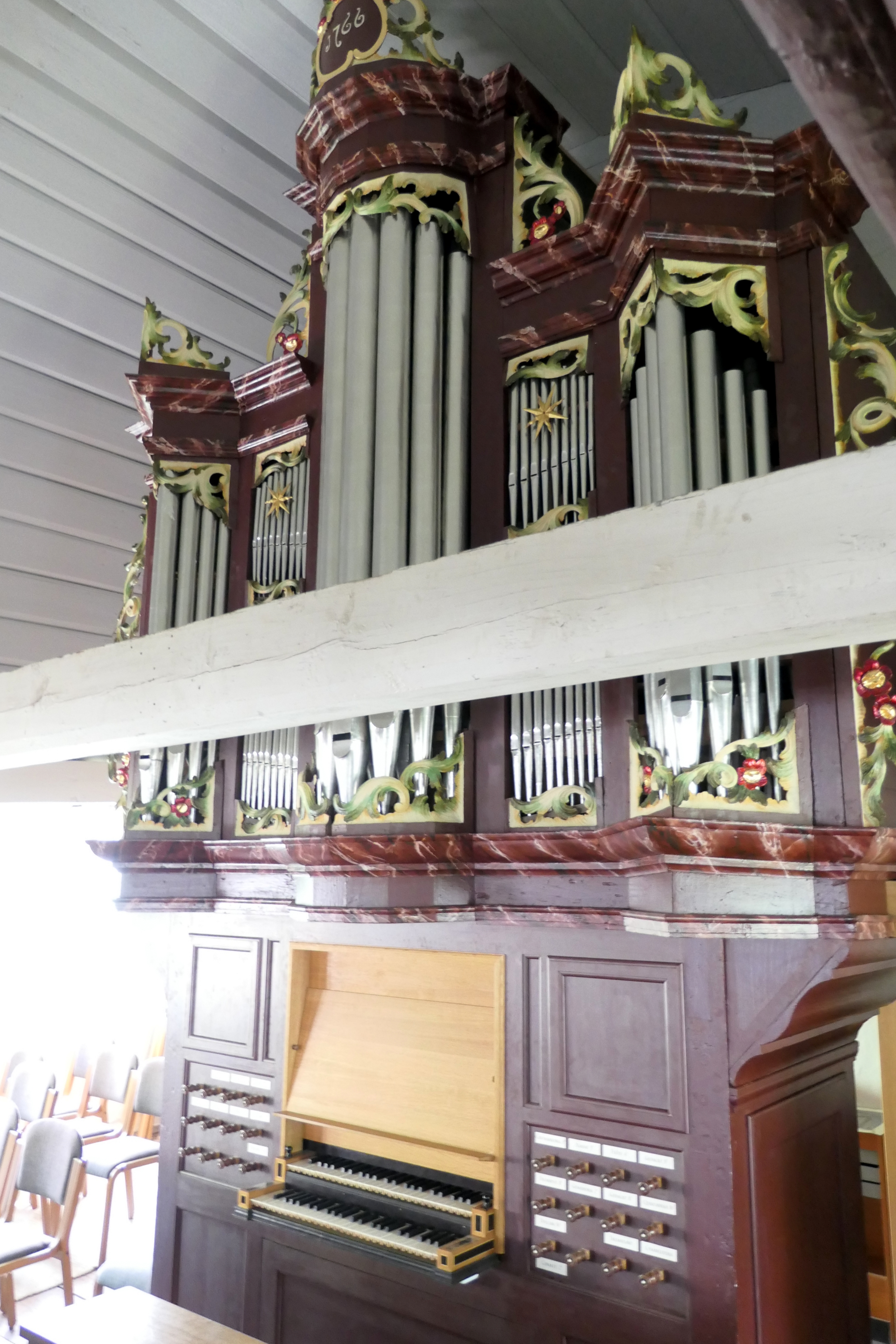
Orgel von St. Marien aus dem Jahr 1766

Auf der Empore im Westen befindet sich die Orgel von 1766. Sie wurde von Dietrich Christoph Gloger, einem Schüler Arp Schnitgers, gebaut. Georg Wilhelm Wilhelmy ersetzte zwischen 1778 und 1783 die Krallenglocken des barocken Zimbelsterns durch „Akkordglocken in G-Dur“. Philipp Furtwängler & Söhne modernisierte die Orgel 1851, entfernte das Brustwerk und baute ein neues Hinterwerk auf Glogers Windlade. 1908 wurde durch die Firma Peternell aus Seligenthal ein Subbass 16′ und 1958 ein elektrisches Gebläse von Rudolf Beckerath eingebaut.
Durch einen Umbau der Firma Karl Kemper im Jahr 1959 verlor das Instrument sein umfangreiches klangliches Potential. 2007–2009 rekonstruierte Rowan West den früheren Zustand von 1766. in einem ersten Bauabschnitt wurden einige Register und die gesamte Traktur rekonstruiert. 2009 folgten die Rekonstruktion von 3 Bälgen und weiteren Registern sowie die Restaurierung der Farbfassung. Seitdem verfügt die Orgel über 18 Register auf zwei Manualen und Pedal.

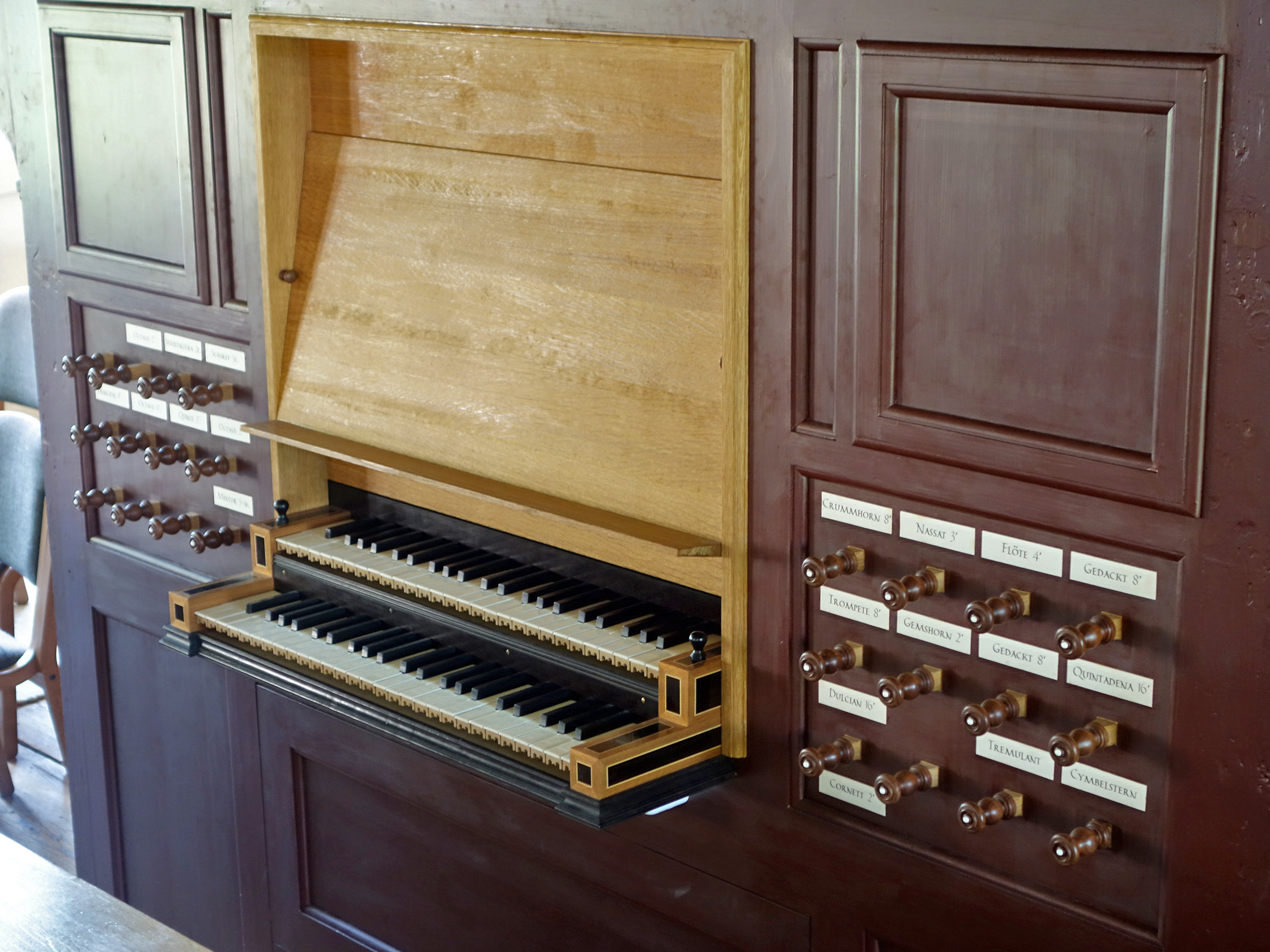
Der Spieltisch der Orgel im Jahr 2013

### Disposition
Die Disposition lautet wie folgt:
| I Hauptwerk CD–c3 |               |     |        |
| 1.                | Quintadena    | 16′ | 0Gl    |
| 2.                | Principal     | 08′ | 0Gl/W* |
| 3.                | Gedackt       | 08′ | 0Gl    |
| 4.                | Octave        | 04′ |        |
| 5.                | Quinte        | 03′ | 0W     |
| 6.                | Octave        | 02′ | 0Gl    |
| 7.                | Gemshorn      | 02′ | 0Gl/W  |
| 8.                | Mixtur III–IV |     | 0W**   |
| 9.                | Dulzian D     | 16′ | 0W**   |
| 10.               | Trompete      | 08′ | 0W     |
| 11.               | Cornet B      | 02′ | 0W**   |

| II Brustwerk CD–c3 |                 |    |       |
| 12.                | Gedackt         | 8′ | 0Gl   |
| 13.                | Flöte           | 4′ | 0Gl   |
| 14.                | Nasat           | 3′ | 0W    |
| 15.                | Octave          | 2′ | 0Gl/W |
| 16.                | Sesquialtera II |    | 0W    |
| 17.                | Scharff III     |    | 0W**  |
| 18.                | Krumhorn        | 8′ | 0W**  |

| Pedal CD–d1 |
| angehängt   |

- Koppeln: II/I (West)
- Nebenregister: Tremulant (West), Cimbelstern (West)

Gl = Gloger (1766)
W = West (2008)
* = Prospekt (2007/2008)
** = 2. Bauabschnitt (2009)

### Technische Angaben
- Winddruck: 68 mmWS
- Tonhöhe: Chorton (1⁄2 Ton über normal)
- Stimmung: Bach-Barnes
- Traktur: West / Gloger
- Windladen: Gloger
- Gehäuse: Gloger / West
- 3 (ursprünglich 4) Bälge: West (2009)